# Trattato di Basilea (luglio 1795)
Il trattato di Basilea o pace di Basilea fu un trattato firmato il 22 luglio 1795, ossia il 4 termidoro III, dalla Francia della Convenzione termidoriana e dalla Spagna di Godoy e comportò la fine della campagna nota come guerra del Rosellón o guerra della Convenzione, che vedeva i due paesi fronteggiarsi dal 1793.

## Storia
Sin dal giugno 1795, visto un non favorevole andamento del conflitto, il primo ministro spagnolo, Manuel Godoy aveva proposto un accordo che comportasse il riconoscimento della Repubblica francese in cambio del mantenimento dei suoi confini, del ristabilimento del culto cattolico in Francia, della liberazione dei figli di Luigi XVI così come la stipula di un'alleanza contro l'Inghilterra; quest'ultima richiesta era dovuta al risentimento della Spagna verso la sua alleata per certi scontri nei Caraibi.
Nel frattempo la situazione sul campo era andata aggravandosi, con l'armata del generale francese Moncey che aveva preso Vitoria il 17 luglio e Bilbao il 19. Tali eventi accelerarono la firma, il 22 luglio, di un trattato di pace. Questo constava di un preambolo e 17 articoli e stabiliva che la Francia restituiva i territori occupati in Spagna, ribadendo il confine sullo spartiacque dei Pirenei, ed in cambio la Spagna cedeva alla Francia la parte spagnola dell'isola di Santo Domingo (i francesi controllavano già la parte occidentale dell'isola, Haiti, dalla firma del trattato di Ryswick del 1697); infine si normalizzavano le relazioni commerciali tra i due paesi.  Le clausole segrete del trattato disponevano che la Spagna non avrebbe perseguitato i suoi sudditi che avevano parteggiato per la Francia, mentre i francesi avrebbero scarcerato la figlia dell'ex re Luigi XVI. Si rimandò ad un nuovo trattato la formalizzazione dell'alleanza contro l'Inghilterra.
Il trattato, soprattutto, permetteva alla Francia di concentrarsi sul fronte del Reno ed italiano, ed inaugurava una collaborazione che avrebbe portato a due decenni di guerre: il successivo Secondo Trattato di San Ildefonso, del 18 agosto 1796, inaugurò una inedita alleanza militare, che costrinse il regno ad una sfortunata campagna contro la potente Inghilterra, segnata dal disastro di Cabo San Vicente.  Tornato al potere nel 1798, Godoy riprese l'alleanza con la Francia, che portò al disastro di Trafalgar e, soprattutto, consentì l'ingresso in Spagna di circa 65 000 soldati francesi.  La sua destituzione, a seguito dei cosiddetti moti di Aranjuez del 6 aprile 1808, scatenò l'iniziativa di Napoleone, il quale mandò Murat ad occupare Madrid, dando inizio alla guerra d'indipendenza spagnola.